# Stelis oscitans
Stelis oscitans är en orkidéart som beskrevs av Carlyle August Luer. Stelis oscitans ingår i släktet Stelis och familjen orkidéer. Inga underarter finns listade i Catalogue of Life.